# Манчестърска школа
Под Манчестърска школа (на английски: Manchester school) се разбират възгледите на група икономисти от Манчестър, привърженици на свободната търговия.
От 1932 г. идеолозите на учението издават списанието The Manchester School, откъдето тези икономически възгледи стават известни като Манчестърска школа.
Развиват концепцията, че най-удачният „икономически модел“ е пълният икономически либерализъм на физиократите и класическите икономисти.
Според манчестърските икономисти държавата следва да се изключи от монопола (но не са против частния монопол), като не следва да бъде и суровинен ценови регулатор, също да не регулира продължителността на работния ден, да не регламентира трудовите правоотношения и т.н. Тези възгледи са подложени на повсеместна критика. Ото Глагау нарича Манчестърската школа „учение на цар Мидас“.
Известни представители на школата са Ричард Кобден, Джон Брайт, Уолтър Бейджхот, Робърт Хифен, Франческо Ферара.